# العون المتبادل: أحد عوامل التطور

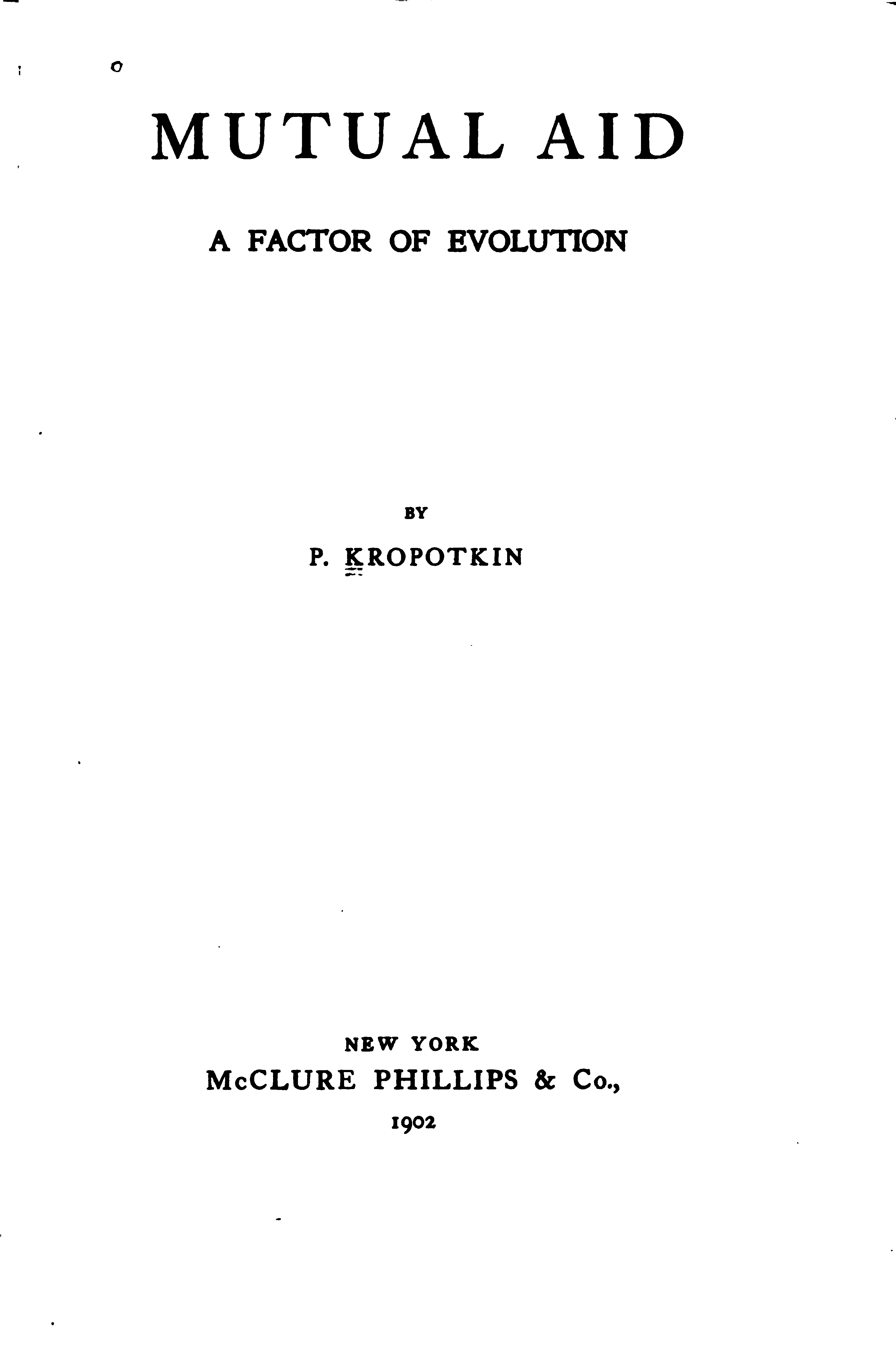
غلاف طبعة 1902 من المساعدة المتبادلة

 العون المتبادل: أحد عوامل التطور (بالإنجليزية: Mutual Aid: A Factor of Evolution) هو كتاب نشره الفيلسوف اللاسلطوي وعالم التاريخ الطبيعة الروسي بيتر كروبوتكين عام 1902 فيه تجميع لمقالات نشرهها في البداية في الدورية الإنجليزية القرن التاسع عشر بين عامي 1890 و 1896، وفيها يوضح كروبتكين دور التعاون القائم علي المنفعة المتبادلة والمعاملة بالمثل (أو «العون المتبادل») في مملكة الحيوان والمجتمعات البشرية في الماضي والحاضر. يمثل الكتاب حجة ضد نظريات الداروينية الاجتماعية التي تعلي من دور التنافس ومبدأ البقاء للأصلح، وضد التصورات الرومانسية لكتاب مثل جان جاك روسو، الذي اعتقد أن التعاون كان مدفوعًا بالحب العالمي. بدلاً من ذلك، يرى كروبوتكين أن العون المتبادل له اسباب عملية بحتة لبقاء كل من المجتمعات البشرية والحيوانية تم انقائها ونشرها، إلى جانب الضمير، من خلال الانتقاء الطبيعي.
يعتبر كتاب العون المتبادل نص أساسي في الشيوعية اللاسلطوية. يقدم الكتاب أساسًا علميًا للشيوعية كبديل للمادية التاريخية للماركسيين. يذكر كروبوتكين أهمية العون المتبادل للازدهار والبقاء في مملكة الحيوان، وفي فترات المجتمعات الأصلية والأوروبية المبكرة، والمدن الحرة في العصور الوسطى (خاصة من خلال النقابات)، وفي القري في أواخر القرن التاسع عشر، والحركة العمالية، وبين الفقراء. وينتقد الكاتب الدولة لتدميرها مؤسسات العون المتبادل التاريخية الهامة، ولا سيما من خلال فرضها للملكية الخاصة.
العديد من علماء الأحياء   يعتبرون الكتاب سببا في قيام الدراسة العلمية للتعاون.

## نقاش
يخلص دانيال بي تودس، في وصفه للمذهب الطبيعي الروسي في القرن التاسع عشر، إلى أن عمل كروبوتكين «لا يمكن رفضه باعتباره نتاجًا خاصًا لمفكر لاسلطوي يبدأ في الكتابة في علم الأحياء» وأن آرائه «كانت احدي التعبيرات عن التيار الفكر الثوري الروسي الواسع الذي سبق كتاباته، ورحب بها، ولم يقتصر التيار بأي حال من الأحوال على المفكرين اليساريين».
يبرز كروبوتكين الفرق بين الصراع التنافسي بين أفراد الكائنات الحية على الموارد المحدودة وبين الصراع الجماعي بين مجموع الكائنات الحية مع البيئة. لقد استنتج كروبتكين ذلك من ملاحظاته المباشرة لسيبيريا وشمال شرق آسيا، حيث لاحظ أن أعداد الحيوانات لم تكن محدودة بسبب مصادر الغذاء، التي كانت وفيرة، بل بسبب الطقس القاسي. على سبيل المثال، قد تتنافس الطيور المفترسة عن طريق سرقة الطعام من بعضها البعض بينما تتعاون الطيور المهاجرة من أجل البقاء على قيد الحياة في الشتاء القاسي عن طريق الهجرة لمسافات طويلة. لم ينكر كروبتكين نوع النضال التنافسي، لكنه رأي بأنه تم التقليل من بديله التعاوني: «هناك قدر هائل من القتال والإبادة التي تجري بين الأنواع المختلفة؛ هناك، في نفس الوقت، نفس القدر، أو ربما أكثر من الدعم المتبادل والمساعدة المتبادلة والدفاع المتبادل. . . الاجتماعية هي قانون طبيعي لا تقل عن التنافس المتبادل.» 
من وجهة نظر علم الأحياء، فإن منظور كروبوتكين متوافق مع الفهم المعاصر. أعجب ستيفن جاي جولد بملاحظات كروبوتكين، مشيرًا إلى أن التعاون، إذ يزيد من فرص بقاء الفرد، لا يتعارض مع مبدأ الانتقاء الطبيعي، وانما يتم تشجيعه.  تسببت أفكار كروبوتكين في بلوغ التبادلية (علاقة مفيدة بين نوعين مختلفين) والإيثار (عندما يساعد أحد أفراد نوع ما الآخر) المكانة الحالية المميزة في علوم الأحياء. تشمل أمثلة الإيثار في الحيوانات اختيار الأقارب والإيثار المتبادل. يضع دوجلاس هـ. باوتشر كتاب كروبوتكين كسابق لتطور النظرية البيولوجية للإيثار. 

## روابط خارجية
- Mutual Aid: A Factor of Evolution – HTML version at the دانا وارد
- Mutual Aid: A Factor of Evolution – Plain PDF version at the RevoltLib
- العون المتبادل: أحد عوامل التطور public domain audiobook at LibriVox
- Paul Mattick, Kropotkin on Mutual Aid — Review, 1956.
- Iain McKay, Mutual Aid: An Introduction and Evaluation, AK Press, Edinburgh, 2010.